# Stratus (Lied)
Stratus ist ein Instrumentalstück des Schlagzeugers und Komponisten Billy Cobham aus dem Jahr 1973. Veröffentlicht wurde es als erster Titel auf der B-Seite des im Oktober 1973 erschienenen Debütalbums Spectrum. Der Song erschien noch im Jahr der Erstveröffentlichung in einer gekürzten Single-Version.

## Besetzung
Billy Cobham – Schlagzeug, Percussion; Tommy Bolin – E-Gitarre; Jan Hammer – Electric piano, Akustisches Klavier, Moog-Synthesizer; Leland Sklar – Fender Bass

## Musik
Das ca. dreiminütige Intro wird zumeist als nicht zum Song gehörig angesehen. Der eigentliche Song beginnt mit kurzen Trommelschlägen und wird bestimmt durch einen nahezu ostinaten Bass- und Schlagzeug-Rhythmus, der jedoch schnell von einer funkigen E-Gitarre und einigen Synthesizer-Akkorden überlagert wird; es folgen ein Gitarren- und ein Synthesizer-Solo. Gegen Ende des Stücks dominieren retardierende Klänge, an denen die meisten Instrumente beteiligt sind.

## Coverversionen
Es existieren einige wenige Coverversionen des Stücks (etwa vom Trio of Stridence, von HBC Harri Stojka, von Dante Fire und von Davide Pannozzo), doch auch Frank Zappa und Jeff Beck spielten Stratus manchmal bei ihren Konzerten.

## Sonstiges
Der Groove von Stratus bildet als prominent eingesetztes Sample den Basis-Loop für den Song Safe From Harm von Massive Attack.